# Wereldkampioenschappen roeien 1979
De 9e editie van de wereldkampioenschappen roeien werd in 1979 gehouden in Bled in het toenmalige Joegoslavië. Het was voor de tweede keer dat het kampioenschap op het Meer van Bled gehouden werd.

## Medaillewinnaars

### Mannen
| Bootklasse              | Goud | Goud | Zilver | Zilver | Brons | Brons |
| Skiff M1x               | Pertti Karppinen |      | Peter-Michael Kolbe |        | Rüdiger Reiche |       |
| Lichte skiff LM1x       | William Belden |      | Brian Thorne |        | Raimund Haberl |       |
| Dubbel twee M2x         | Noorwegen Alf Hansen Frank Hansen |      | Tsjecho-Slowakije Zdenek Pecka Vaclav Vochoska                                                                                              |        | Duitse Democratische Republiek Uwe Heppner Martin Winter |       |
| Twee zonder M2-         | Duitse Democratische Republiek Bernd Landvoigt Jörg Landvoigt |      | Sovjet-Unie Juri Pimenov Nikolai Pimenov |        | Zwitserland Stefan Netzle Hans Trümpler |       |
| Twee met M2+            | Duitse Democratische Republiek Gert Uebeler Hermann Pfeifer Georg Spohr (s) |      | Tsjecho-Slowakije Milan Škopek Josef Plaminek Oldřich Hejdušek (s)                                                                          |        | Verenigde Staten Mark Borchelt Fred Borchelt Christopher Wells (s) |       |
| Lichte dubbel twee LM2x | Noorwegen Pal Bornick Arne Gilje |      | Nederland Harald Punt Roel Michels |        | Italië Mauro Torta Romano Uberti |       |
| Dubbel vier M4x         | Duitse Democratische Republiek Peter Kersten Klaus Kröppelien Karl-Heinz Bußert Joachim Dreifke |      | West-Duitsland Albert Hedderich Raimund Hörmann Dieter Wiedenmann Michael Dürsch                                                            |        | Frankrijk Christian Marquis Jean-Raymond Peltier Charles Imbert Roland Weill                                                                                          |       |
| Vier zonder M4-         | Duitse Democratische Republiek Wolfgang Mager Stefan Semmler Andreas Decker Siegfried Brietzke |      | Tsjecho-Slowakije Vojtěch Caska Josef Neštický Lubomir Zapletal Jiří Prudil                                                                 |        | Verenigd Koninkrijk Martin Cross David Townsend Ian McNuff John Beattie                                                                                               |       |
| Vier met M4+            | Duitse Democratische Republiek Bernd Schlufter Walter Dießner Jens Doberschütz Ullrich Dießner Werner Lutz |      | Sovjet-Unie Artūrs Garonskis Dzintars Krišjānis Dimants Krišjānis Žoržs Tikmers Juris Bērziņš                                               |        | West-Duitsland Andreas Görlich Frank Schütze Wolfram Thiem Wolf-Dieter Oschlies Manfred Klein                                                                         |       |
| Lichte vier zonder LM4- | Verenigd Koninkrijk Ian Wilson Stuart Wilson Colin Barratt Nicholas Howe |      | Nederland Peter van Berkel Willem Appeldoorn Richard Helsloot Paul Paulsen                                                                  |        | Zwitserland Reto Wyss Thomas von Weissenfluh Pierre Zentner Pierre Kovacs                                                                                             |       |
| Acht M8+                | Duitse Democratische Republiek Dietmar Schiller Jörg Friedrich Werner Wenzel Friedrich-Wilhelm Ulrich Bernd Höing Ulrich Karnatz Bernd Krauß Ortwin Rodewald Klaus-Dieter Ludwig                                    |      | Nieuw-Zeeland Grant McAuley Tony Brook Tim Logan Greg Johnston Conrad Robertson Peter Jansen Mark James Robert Robinson Alan Cotter         |        | Sovjet-Unie Viktor Kokoshina Ihar Maystrenka Aleksandr Manzevitch Vitaliy Moroz Andrey Ruditsin Oleksandr Tkachenko Andriy Tishchenko Andrey Luhin Hryhoriy Dmytrenko |       |
| Lichte acht LM8+        | Spanje Francisco Goicoechea García Luis Arteaga Leon Jaime Uriarte García José Antonio Expósito Sánchez Antonio Elizalde Dionisio Redondo González Javier Puertas Cabezudo Fernando Climent Pedro Olasagasti Arruti |      | Verenigde Staten Stephen Schmitt Scott Strong Thomas Phillips Jeff Kroesen Craig Drake John Fletcher Bryan Lewis William Bater Robert Brody |        | Nederland Mark Emke Henk van der Kwast Hans Pieterman Hans Lycklama Hans Povel Bert van Baal Rob Uilenbroek Ron Velthuis Gelle Klein Ikkink                           |       |

### Vrouwen
| Bootklasse           | Goud | Goud | Zilver | Zilver | Brons | Brons |
| Skiff W1x            | Sanda Toma |      | Martina Schröter |        | Hette Borrias |       |
| Dubbel twee W2x      | Duitse Democratische Republiek Cornelia Linse Heidi Westphal                                                                                              |      | Bulgarije Svetla Otsetova Sdravka Jordanova |        | Roemenië Valeria Racila Olga Homeghi |       |
| Twee zonder W2-      | Duitse Democratische Republiek Cornelia Klier Ute Steindorf                                                                                               |      | Roemenië Florica Dospinescu Elena Oprea |        | Polen Malgorzata Dluzewska Czeslawa Koscianska |       |
| Dubbel vier met W4x+ | Duitse Democratische Republiek Sybille Tietze Christine Röpke Jutta Lau Roswietha Zobelt Liane Buhr                                                       |      | Bulgarije Anka Bakova Dolores Nakova Rumelyana Boncheva Mariana Serbezova Ani Filipova                                                                   |        | Roemenië Maria Micșa Aneta Mihaly Sofia Corban Veronica Juganaru Elena Giurcă                                                                     |       |
| Vier met W4+         | Sovjet-Unie Valentina Semenova Svetlana Semyonova Galina Stepanova Mariya Fadeyeva Nina Cheremisina                                                       |      | Duitse Democratische Republiek Marita Sandig Ute Skorupski Angelika Noack Kersten Neisser Kirsten Wenzel                                                 |        | Roemenië Georgeta Militaru-Mașca Florica Silaghi Maria Fricioiu Elena Avram Aneta Matei                                                           |       |
| Acht W8+             | Sovjet-Unie Nina Antoniuk Tatyana Bunjak Nadezhda Dergatchenko Valentina Yermakova Maria Paziun Elena Tereshina Nina Umanets Olga Pivovarova Nina Frolova |      | Duitse Democratische Republiek Martina Boesler Silvia Fröhlich Petra Köhler Jutta Raeck Renate Neu Ilona Richter Ramona Kapheim Karin Metze Marina Wilke |        | Verenigde Staten Carol Brown Carol Bower Susan Tuttle Jeanne Flanagan Patricia Brink Patricia Spratlin Jan Harville Mary O'Connor Hollis Hatton\| |       |

## Medaillespiegel
| Plaats | Land                           | Goud | Zilver | Brons | Totaal |
| 1      | Duitse Democratische Republiek | 9    | 3      | 2     | 14     |
| 2      | Sovjet-Unie                    | 2    | 2      | 1     | 5      |
| 3      | Noorwegen                      | 2    | 0      | 0     | 2      |
| 4      | Roemenië                       | 1    | 1      | 3     | 5      |
| 5      | Verenigde Staten               | 1    | 1      | 2     | 4      |
| 6      | Verenigd Koninkrijk            | 1    | 0      | 1     | 2      |
| 7      | Finland                        | 1    | 0      | 0     | 1      |
| 7      | Spanje                         | 1    | 0      | 0     | 1      |
| 9      | Tsjecho-Slowakije              | 0    | 3      | 0     | 3      |
| 10     | Nederland                      | 0    | 2      | 2     | 4      |
| 11     | West-Duitsland                 | 0    | 2      | 1     | 3      |
| 12     | Bulgarije                      | 0    | 2      | 0     | 2      |
| 13     | Canada                         | 0    | 1      | 0     | 1      |
| 13     | Nieuw-Zeeland                  | 0    | 1      | 0     | 1      |
| 15     | Zwitserland                    | 0    | 0      | 2     | 2      |
| 16     | Frankrijk                      | 0    | 0      | 1     | 1      |
| 16     | Italië                         | 0    | 0      | 1     | 1      |
| 16     | Oostenrijk                     | 0    | 0      | 1     | 1      |
| 16     | Polen                          | 0    | 0      | 1     | 1      |
| Totaal | Totaal                         | 18   | 18     | 18    | 54     |

Edities

1962 Luzern · 
1966 Bled · 
1970 St. Catharines · 
1974 Luzern · 
1975 Nottingham · 
1976 Villach · 
1977 Amsterdam · 
1978 Hamilton (alleen zwaar) · 
1978 Kopenhagen (alleen licht) · 
1979 Bled · 
1980 Hazewinkel · 
1981 München · 
1982 Luzern · 
1983 Duisburg · 
1984 Montréal · 
1985 Hazewinkel · 
1986 Nottingham · 
1987 Kopenhagen · 
1988 Milaan · 
1989 Bled · 
1990 Lake Barrington · 
1991 Wenen · 
1992 Montréal · 
1993 Račice · 
1994 Indianapolis · 
1995 Tampere · 
1996 Motherwell · 
1997 Aiguebelette · 
1998 Keulen · 
1999 St. Catharines · 
2000 Zagreb · 
2001 Luzern · 
2002 Sevilla · 
2003 Milaan · 
2004 Banyoles · 
2005 Gifu · 
2006 Eton · 
2007 München · 
2008 Ottensheim · 
2009 Poznań · 
2010 Hamilton · 
2011 Bled · 
2012 Plovdiv · 
2013 Chungju · 
2014 Amsterdam ·
2015 Aiguebelette ·
2016 Rotterdam ·
2017 Sarasota ·
2018 Plovdiv ·
2019 Ottensheim ·
2020 Bled ·
2021 Shanghai ·
2022 Račice ·
2023 Belgrado ·
2024 St. Catharines ·
2025 Shanghai · 
2026 Amsterdam

Onderdelen

Skiff · 
Lichte skiff · 
Dubbel twee · 
Lichte dubbel twee · 
Twee zonder · 
Lichte twee zonder · 
Twee met

Dubbel vier · 
Dubbel vier met · 
Lichte dubbel vier · 
Vier zonder · 
Lichte vier zonder · 
Vier met · 
Acht · 
Lichte acht